# Präpuberale Hypertrichose
Die präpuberale Hypertrichose ist eine Form der konstitutionellen generalisierten Hypertrichosen mit deutlich vermehrter Körperbehaarung. Sie tritt häufiger bei gesunden Kindern auf, das Verteilungsmuster der Terminalhaare ist geschlechtsunspezifisch (androgenunabhängig).
Die Erstbeschreibung stammt aus dem Jahre 1950 durch den englischen Arzt L. R. Broster.

## Ursache
Die Ursache ist nicht bekannt, es besteht familiäre Häufung.

## Klinische Erscheinungen
Klinische Kriterien sind:
- ungewöhnlich starkes Wachstum der Terminalhaare
- diffuse, nicht geschlechtsspezifische Verteilung der Haare besonders Stirn, Augenbrauen, Rücken, Schultern und an den Armen seitlich
- keine weiteren Besonderheiten

## Differentialdiagnose
Abzugrenzen sind Erkrankungen mit Virilisierung und Hirsutismus.